# YUMING Presents 天国の本屋〜恋火 ミュージックDVD
『YUMING Presents 天国の本屋〜恋火 ミュージックDVD』（ユーミン・プレゼンツ てんごくのほんや～こいび ミュージックディーブイディー）は、松任谷由実の「DVDシングル」。2004年6月9日に東芝EMIからリリースされた（TOBF-5316）。

## 解説
サントラを担当した映画『天国の本屋〜恋火』（主演：竹内結子・玉山鉄二）の主題歌「永遠が見える日」が、映画のダイジェスト版などの映像に合わせて楽しめる「DVDシングル」。
初回特典には映画『天国の本屋〜恋火』の劇場割引券が封入された。タイトルステッカーあり。

## 収録曲
作詞・作曲：松任谷由実（#1,#4）
作曲：松任谷正隆（#2）
全編曲：松任谷正隆
1. 永遠が見える日（Movie Version）
2. ピアノ組曲第10番「永遠」（オーケストラ・ヴァージョン）
3. 「天国の本屋〜恋火」劇場予告編
4. 永遠が見える日（映像特典・Studio Version 〜 Extra Version）

## 参加ミュージシャン
- キーボード&シンセサイザー・プログラミング：松任谷正隆